# Natation synchronisée aux Jeux olympiques
La natation artistique, autrefois appelée natation synchronisée, discipline des sports aquatiques avec la natation, le plongeon et le water polo, est au programme des Jeux olympiques depuis 1984 à Los Angeles avec les épreuves de solo et de duo.
Le ballet, épreuve par équipes de 8 nageuses fait son apparition en 1996, alors que le solo et le duo sont retirés aux mêmes Jeux. Le duo est réintroduit aux Jeux Olympiques de Sydney, en 2000. L'épreuve de ballet s'ouvre aux hommes en 2024 (deux hommes maximum pour une équipe de huit).

## Disciplines et épreuves

### Tableau des différentes disciplines présentes aux Jeux olympiques modernes
| Épreuves | 84 | 88 | 92 | 96 | 00 | 04 | 08 | 12 | 16 | 20 | 24 | Total |
| -------- | -- | -- | -- | -- | -- | -- | -- | -- | -- | -- | -- | ----- |
| Ballet   |    |    |    | •  | •  | •  | •  | •  | •  | •  | •  | 8     |
| Duo      | •  | •  | •  |    | •  | •  | •  | •  | •  | •  | •  | 10    |
| Solo     | •  | •  | •  |    |    |    |    |    |    |    |    | 3     |
| Total    | 2  | 2  | 2  | 1  | 2  | 2  | 2  | 2  | 2  | 2  | 2  | 21    |

## Règlement
Si le Comité international olympique assure la responsabilité du suivi global des Jeux, la gouvernance de chaque sport est laissée au soin de chaque fédération internationale. Ainsi, en natation artistique, c'est la Fédération internationale de natation qui est chargée de définir l'ensemble des règles valables pour les compétitions olympiques dans les deux épreuves. L'organisation des Jeux eux-mêmes est, quant à elle, confiée au comité d'organisation des Jeux olympiques dans chaque ville hôte. Le rôle de liaison entre le CIO et la FINA est assuré par un directeur sportif nommé par le CIO.
Les épreuves se composent de deux parties, le programme technique et le programme libre, exécutés en musique et en temps limité. Dans le programme technique, les nageuses effectuent des figures imposées dans un ordre établi. Dans le programme libre, il n'y a pas de restriction concernant la musique ou la chorégraphie.

## Athlètes remarquables
- Carolyn Waldo : trois médailles olympiques dont 2 titres (solo et duo) en 1988.
- Anastasia Davydova et Anastasia Ermakova : championnes olympiques en duo et en ballet en 2004 et 2008.
- Olga Brusnikina : championne olympique en duo et en ballet en 2000.
- Natalia Ishchenko : championne olympique en ballet en 2008, 2012 et 2016, championne olympique en duo en 2012 et 2016.
- Svetlana Romashina : championne olympique en ballet en 2008, 2012 et 2016, championne olympique en duo en 2012 et 2016.

## Nations présentes
Entre 1984 et 2020, près de 845 athlètes en provenance de plus de quarante-neuf nations différentes ont participé aux épreuves synchronisées des Jeux olympiques.
| Édition                                                          | 84 | 88 | 92 | 96 | 00 | 04 | 08 | 12 | 16 | 20 |
| ---------------------------------------------------------------- | -- | -- | -- | -- | -- | -- | -- | -- | -- | -- |
| Nombre de nations présentes en natation synchronisée par édition | 21 | 18 | 22 | 8  | 24 | 24 | 24 | 24 | 24 | 22 |

Le nombre d'athlètes participant aux épreuves de natation synchronisée est également fortement disparate d'une nation à une autre. Si les grosses nations comme la Russie, les États-Unis et le Canada alignent régulièrement une dizaine d'athlètes à chaque édition des Jeux, certains pays ne comptent qu'une ou deux participations aux épreuves avec un seul duo d'athlètes[réf. nécessaire].
Le nombre indiqué entre parenthèses est le nombre d'athlètes engagés dans les épreuves officielles pour chaque pays sur l'ensemble des Jeux de 1984 à 2020[réf. nécessaire].
| - Afrique du Sud (2) - Allemagne (8) - Antilles néerlandaises (2) - Argentine (4) - Aruba (2) - Athlètes olympiques indépendants (3) - Australie (51) - Autriche (12) - Barbade (1) - Belgique (3) - Biélorussie (10) - Brésil (25) - Bulgarie (2) - Canada (63) - Chine (66) - Colombie (4) |  | - Corée du Nord (6) - Corée du Sud (9) - Cuba (2) - Égypte (41) - Équipe unifiée de l'ex-URSS (3) - Espagne (45) - États-Unis (52) - Finlande (1) - France (35) - Grande-Bretagne (24) - Grèce (26) - Hongrie (4) - Israël (10) - Italie (52) - Japon (71) - Kazakhstan (12) |  | - Liechtenstein (2) - Mexique (30) - Nouvelle-Zélande (4) - Pays-Bas (12) - Porto Rico (2) - République dominicaine (2) - République tchèque (10) - Russie (53) - Slovaquie (6) - Suède (1) - Suisse (19) - Tchécoslovaquie (1) - Ukraine (17) - Union soviétique (3) - Venezuela (5) |

## Tableau des médailles
Le tableau ci-dessous présente le bilan, par nations, des médailles obtenues en natation synchronisée lors des Jeux olympiques d'été, de 1984 à 2024. Le rang est obtenu par le décompte des médailles d'or, puis en cas d'ex æquo, des médailles d'argent, puis de bronze.
Après les Jeux de 2024, le Japon est le pays ayant remporté le plus grand nombre de médailles olympiques en natation synchronisée avec 14 médailles mais aucune en or. La Russie arrive en première position avec 10 médailles d'or remportées suivie des États-Unis avec 5 médailles d'or. Le Canada a remporté 3 médailles d'or au cours des jeux, ce qui le place en troisième position en nombre de médailles d'or,.
Tableau mis à jour après les Jeux olympiques de 2024.
| Rang  | Nation      | Or | Argent | Bronze | Total |
| ----- | ----------- | -- | ------ | ------ | ----- |
| 1     | Russie      | 10 | 0      | 0      | 10    |
| 2     | États-Unis  | 5  | 3      | 2      | 10    |
| 3     | Canada      | 3  | 4      | 1      | 8     |
| 4     | Chine       | 2  | 5      | 2      | 9     |
| 5     | ROC         | 2  | 0      | 0      | 2     |
| 6     | Japon       | 0  | 4      | 10     | 14    |
| 7     | Espagne     | 0  | 3      | 2      | 5     |
| 8     | Royaume-Uni | 0  | 1      | 0      | 1     |
| 9     | Ukraine     | 0  | 0      | 2      | 2     |
| 10    | France      | 0  | 0      | 1      | 1     |
| 10    | Pays-Bas    | 0  | 0      | 1      | 1     |
| Total | Total       | 22 | 20     | 21     | 63    |